# Megalagrion jugorum
Megalagrion jugorum är en trollsländeart som först beskrevs av Robert Cyril Layton Perkins 1899.
Megalagrion jugorum ingår i släktet Megalagrion och familjen dammflicksländor. IUCN kategoriserar arten globalt som utdöd. Inga underarter finns listade i Catalogue of Life.